# Thiaville-sur-Meurthe
 Thiaville-sur-Meurthe  là một xã thuộc tỉnh Meurthe-et-Moselle trong vùng Grand Est đông bắc nước Pháp. Xã này nằm ở khu vực có độ cao trung bình 282 mét trên mực nước biển.